# Takaya Kurokawa
Takaya Kurokawa (Prefectura d'Ehime, 7 d'abril de 1981) és un futbolista japonès.

## Selecció japonesa
Va formar part de l'equip olímpic japonès als Jocs Olímpics d'estiu de 2004.